# Marcus Manilius
Marcus Manilius este cel mai probabil numele autorului unui poem latin în cinci volume, numit Astronomica sau Astronomicon libri V.
În poemul Astronomica ("Astronomicele"), ilustrează ideea independenței tuturor elementelor lumii, afirmând, ca și Lucrețiu, încrederea în rațiunea umană, posibilitatea cunoașterii științifice a naturii și preocuparea pentru seninătatea sufletului, într-un stil inegal, dar cu preferință pentru diversitatea expresiei. Poetul a trăit prin secolele I î.Hr. și I d.Hr.
1. ↑  CONOR.SI[*] Verificați valoarea |titlelink= (ajutor)
2. ↑  Mirabile: Archivio digitale della cultura medievale
3. ↑  Autoritatea BnF, accesat în 10 octombrie 2015